# Armenischer Fußballpokal 2018/19
Der armenische Fußballpokal 2018/19 war die 28. Austragung des Pokalwettbewerbs in Armenien.
Zwölf Mannschaften nahmen teil. Qualifiziert waren die neun Mannschaften aus der Bardsragujn chumb 2018/19, sowie der FC Junior Sewan, FC Jerewan und FC Lokomotiv Jerewan aus der Aradschin chumb 2018/19. Der letztjährige Finalist FC Alaschkert Martuni gewann zum ersten Mal den Pokal. Im Endspiel wurde der FC Lori Wanadsor mit 1:0 nach Verlängerung besiegt.

## Modus
Der Pokal wurde in vier Runden ausgetragen. Bis zum Halbfinale wurden die Sieger in Hin- und Rückspiel ermittelt. Bei Torgleichstand entschied zunächst die Anzahl der Auswärts erzielten Tore, danach eine Verlängerung, wurde in dieser nach zweimal 15 Minuten keine Entscheidung erreicht, folgte ein Elfmeterschießen, bis der Sieger ermittelt war. Das Finale wurde in einem Spiel in Jerewan ausgetragen.

## Achtelfinale
Der FC Pjunik Jerewan, FC Banants Jerewan, Gandsassar Kapan und FC Alaschkert Martuni hatten für diese Runde ein Freilos.
| Datum             |                      | Gesamt |                   | Hinspiel | Rückspiel |
| ----------------- | -------------------- | ------ | ----------------- | -------- | --------- |
| 19.09./03.10.2018 | FC Lokomotiv Jerewan | 2:4    | FA Ararat Jerewan | 1:1      | 1:3       |
| 20.09./03.10.2018 | FC Jerewan           | 1:9    | FC Ararat-Armenia | 1:4      | 0:5       |
| 20.09./04.10.2018 | FC Junior Sewan      | 4:5    | FC Lori Wanadsor  | 2:3      | 2:2       |
| 20.09./03.10.2018 | FC Arzach Jerewan    | 3:1    | FC Schirak Gjumri | 0:0      | 3:1       |

## Viertelfinale
| Datum             |                    | Gesamt |                       | Hinspiel | Rückspiel |
| ----------------- | ------------------ | ------ | --------------------- | -------- | --------- |
| 24.10./07.11.2018 | FC Ararat-Armenia  | 2:1    | Gandsassar Kapan      | 1:1      | 1:0       |
| 24.10./07.11.2018 | FC Arzach Jerewan  | 1:3    | FC Alaschkert Martuni | 1:2      | 0:1       |
| 24.10./08.11.2018 | FC Banants Jerewan | 4:1    | FA Ararat Jerewan     | 3:1      | 1:0       |
| 25.10./08.11.2018 | FC Pjunik Jerewan  | 1:3    | FC Lori Wanadsor      | 0:2      | 1:1       |

## Halbfinale
| Datum             |                    | Gesamt    |                       | Hinspiel | Rückspiel |
| ----------------- | ------------------ | --------- | --------------------- | -------- | --------- |
| 03.04./22.04.2019 | FC Ararat-Armenia  | (a)2:2(a) | FC Alaschkert Martuni | 2:2      | 0:0       |
| 03.04./22.04.2019 | FC Banants Jerewan | 0:3       | FC Lori Wanadsor      | 0:0      | 00:3 1    |

## Finale
| FC Alaschkert Martuni                               | FC Alaschkert Martuni | FC Lori Wanadsor | FC Lori Wanadsor |
| --------------------------------------------------- | --- | --- | ---------------- |
| FC Alaschkert Martuni                               | \| 8. Mai 2019 in Jerewan (Banants-Stadion) \| \| Ergebnis: 1:0 (0:0) \| \| Zuschauer: 4.000 \| \| Schiedsrichter: Alberto Undiano Mallenco ( Spanien) \| | \| 8. Mai 2019 in Jerewan (Banants-Stadion) \| \| Ergebnis: 1:0 (0:0) \| \| Zuschauer: 4.000 \| \| Schiedsrichter: Alberto Undiano Mallenco ( Spanien) \| | FC Lori Wanadsor |
| FC Alaschkert Martuni                               | Ognjen Čančarević – Denis Tumasjan, Gagik Daghbaschjan, Taron Woskanjan, Goran Antonić – Danijel Stojković, Artur Jedigarjan (82. Hrajr Mkojan), Joël Eric Damahou, Artak Grigorjan – Alexander Prudnikow (90.+2' Edgar Manutscharjan), Uroš Nenadović (82. Artak Jedigarjan) Cheftrainer: Abraham Chaschmanjan | Arsen Siukajew – Hajk Ischchanjan, Alex Kakuba (79. Darko Enoch), Arman Mkrttschjan (82. Nwani Ikechukwu), Annan Mensah – Nana Kwane Antwi, Aram Kotscharjan (12. Ubong Friday), Sunday Ngbede, Isah Aliyu – Uguchukwu Iwu, Jonel Desire Cheftrainer: Artur Petrosjan | FC Lori Wanadsor |
| FC Alaschkert Martuni                               | 1:0 Ubong Friday (65., Eigentor) | | FC Lori Wanadsor |
| FC Alaschkert Martuni                               | Artak Grigorjan | | FC Lori Wanadsor |
| 8. Mai 2019 in Jerewan (Banants-Stadion)            | | |                  |
| Ergebnis: 1:0 (0:0)                                 | | |                  |
| Zuschauer: 4.000                                    | | |                  |
| Schiedsrichter: Alberto Undiano Mallenco ( Spanien) | | |                  |